# StuIG 33B
Sturm-Infanteriegeschütz 33 Ausf.B (StuIG 33B) — середня по масі  німецька самохідно-артилерійська установка (САУ) класу  штурмових гармат часів  Другої світової війни на базі середнього танка PzKpfw III з 15 см піхотною гарматою sIG 33 (швереінфантрігешутс) з 30-ма снарядами.

## Історія самохідки

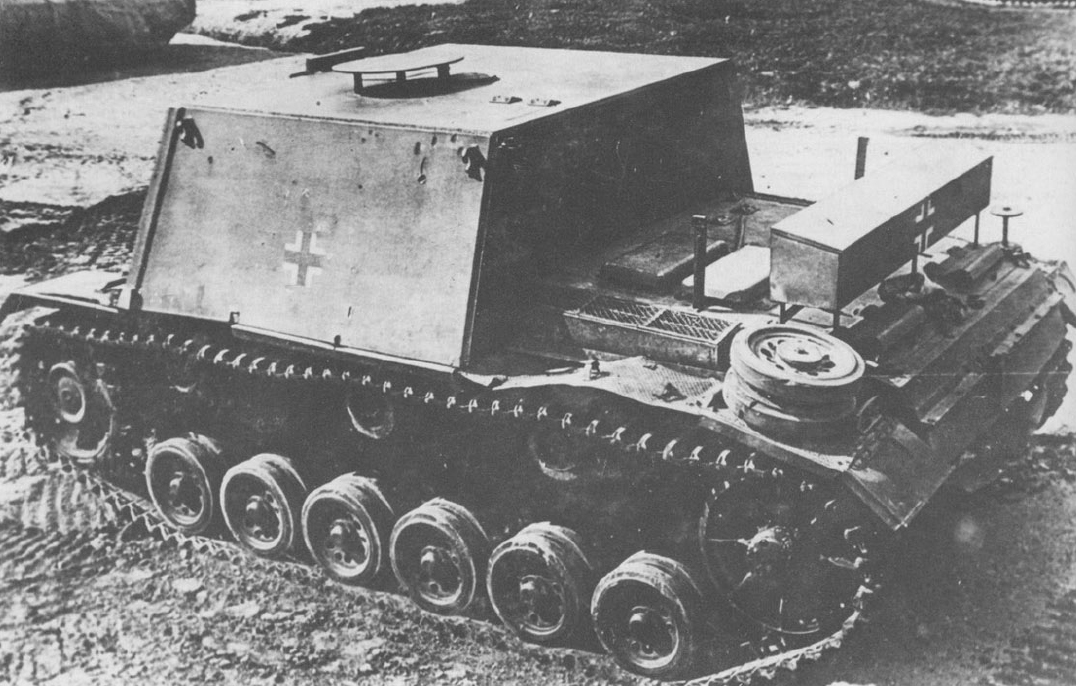
САУ StuIG 33B

У липні 1941 року фірмі Alkett було дано завдання: модернізувати 12 машин StuG III Ausf. E. шляхом встановлення на них 15 cm sIG 33. Термін закінчення робіт: грудень-січень 1941–1942. 20 вересня 1942 року було дано чергове завдання з модернізації 12 машин.
Перша дюжина машин була доставлена в жовтні 1942 року під Сталінград. В одній з доповідей говорилося, що станом на вересень 1944 року в строю було 5 машин.